# Génération des années trente
La génération des années trente, connue en italien comme Generazione degli anni trenta est l'appellation commune à un ensemble d'auteurs italiens nés dans les années 1930 et qui sont tous entrés en littérature vers 1968 mais ont généralement connu une notoriété un peu plus tardive. Par ailleurs, sans constituer un mouvement littéraire stricto sensu du fait de leurs origines et expériences hétérogènes, ils sont considérés comme ayant été influents dans la dernière partie du XXe siècle avec l'atteinte d'une certaine maturité forgée par l'histoire de leur pays entre la Seconde Guerre mondiale, la croissance économique des Trente Glorieuses et les questions politiques propres à la Péninsule.

## Poésie
Parmi les poètes associés à la génération des années trente, Giancarlo Majorino, Giovanni Raboni et Tiziano Rossi constituent d'une part un ensemble assez homogène – originaires de Milan et engagés dans une approche hermétique liée toutefois à un certain degré de réalisme littéraire –, et d'autre part les poétesses Amelia Rosselli, au style particulièrement singulier, et Alda Merini, plus intimement liée aux souffrances psychologiques.

## Roman
Les romanciers de la génération des années trente – dont un point commun est l'appartenance fréquente au milieu universitaire – ont pour principal chef de file Umberto Eco avec Gesualdo Bufalino, Carmelo Samonà, Luca Canali, Ferdinando Camon, Fulvio Tomizza, Franco Ferrucci, Giuseppe Pontiggia, Vincenzo Consolo, Emilio Tadini et Giampaolo Rugarli. Les romancières les plus notoires sont Gina Lagorio, Francesca Sanvitale, Rosetta Loy, Francesca Duranti et Dacia Maraini.